# Deep Green Resistance

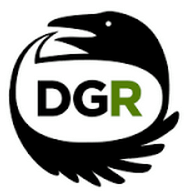
Logo van DGR

Deep Green Resistance (DGR) is een radicale vleugel van de milieubeweging die het mainstream milieuactivisme niet effectief vindt en die vindt dat er nood is aan meer verregaande oplossingen om de milieucrisis en sociale onrechtvaardigheid te bekampen. Omdat het probleem volgens DGR begint bij de industriële maatschappij, streeft de beweging naar een radicale verandering in de structuur van de samenleving. De beweging verzet zich sociale ongelijkheid en de vernietiging van natuurlijke grondstoffen door wie rijk en machtig is. Het uiteindelijke doel van DGR is om de industrialisatie te stoppen, het milieu te herstellen, inheemse volkeren hun rechten terug te schenken en een egalitaire, rechtvaardige en duurzame samenleving tussen alle mensen op poten te zetten. DGR staat ook voor ecofeminisme.
De beweging werd opgericht door de Amerikaanse schrijver en milieuactivist Derrick Jensen, de Amerikaanse schrijfster, radicaal feministe en voedsel- en milieuactiviste Lierre Keith en hun collega schrijver en activist Aric McBay. Samen schreven zij het boek Deep Green Resistance (2011), nadat ze in april 2007 in Deerfield (Massachusetts) een conferentie gehouden hadden rond hetzelfde onderwerp.